# Francesco Baiano
Francesco Baiano  est un footballeur italien, né le 24 février 1968 à Naples. Il a joué en professionnel jusqu'à l'âge de 40 ans.
Formé à SSC Naples, il n'a jamais vraiment eu sa chance et a dû partir plusieurs fois en prêt au début de sa carrière pour jouer.
Il  se révèle entre 1990 et 1992 sous le maillot de l'US Foggia. Dans le 4-3-3 du technicien Tchèque Zdeněk Zeman il côtoie Giuseppe Signori et Roberto Rambaudi. Avec ce trio offensif le club finit champion de Série B en 1991 et réalise une très bonne saison 1991-1992 en Série A. Cela vaudra à Baiano de connaitre deux sélections en équipe d'Italie et de remporter le titre de meilleur buteur de Serie B en 1991.
Courtisé, il obtient un transfert dans un club prestigieux de Série A : la Fiorentina. La première saison se passe mal puisque le club est relégué mais il remonte dès la saison suivante.
Pendant cinq ans il forme le duo d'attaquant de la viola avec le célèbre Argentin Gabriel Batistuta et remporte une coupe d'Italie en 1996.
Il joue par la suite en Angleterre à Derby County puis en fin de carrière en Serie B avec Ternana et Pistoiese.
À 34 ans, il part pour la Sangiovannese, modeste club jouant en Série C2. Il y connaitra les joies de la montée en Série C1 en 2004. Le club frôle aussi la montée en Serie B en 2006 en perdant aux barrages contre Frosinone.
À 40 ans, il quitte le monde professionnel pour devenir entraineur-joueur lors de la saison 2008-2009 du club de l'AC Sansovino en Série D.

## Palmarès
- Équipe d'Italie
  - 2 sélections et 0 but avec l'équipe d'Italie entre 1991 et 1992.

- US Foggia
  - Champion de Serie B en 1991
  - Meilleur buteur du championnat de Serie B en 1991 avec 22 buts marqués.

- ACF Fiorentina
  - Champion de Serie B en 1994
  - Vainqueur de la coupe d'Italie en 1996
  - Vainqueur de la Supercoupe d'Italie en 1996

- Sangiovannese

## Carrière d'entraineur
- 2008-2009 :  Associazione Calcio Sansovino
- nov. 2014-oct. 2015 :  Scandicci
- depuis oct. 2016 :   Varese Calcio